# Scoliophthalmus formosanus
Scoliophthalmus formosanus är en tvåvingeart som först beskrevs av Oswald Duda 1930.  Scoliophthalmus formosanus ingår i släktet Scoliophthalmus och familjen fritflugor.
Artens utbredningsområde är Taiwan. Inga underarter finns listade i Catalogue of Life.